# Chelodina mccordi
Chelodina mccordi је гмизавац из реда Testudines.

## Угроженост
Ова врста је крајње угрожена и у великој опасности од изумирања.

## Распрострањење
Ареал врсте је ограничен на једну државу. 
Индонезија је једино познато природно станиште врсте.

## Станиште
Станишта врсте су слатководна подручја.